# Isbrand Daux
Isbrand Daux (* um 1520; † nach 1592, heimatberechtigt in Lausanne) war ein Schweizer Politiker.
Daux war Mitherr der Gemeinde Prilly und Meier des Adelslehens Crissier. Er amtete 1585 als Bürgermeister in Lausanne. Als grosser Sympathisant und Parteigänger des Herzogs von Savoyen wurde er zur Hauptperson der Daux-Verschwörung, welche die Herrschaft der Waadt wieder an sich reissen und die Stadt an das Herzogtum zurückbringen sollte. Als der geplante Coup nicht gelang, flüchtete Daux nach Évian-les-Bains, wo er erfolgreich untertauchen konnte. Sein Hab und Gut wurde 1589 beschlagnahmt und der Berner Rat der Zweihundert verurteilte ihn darauf in seiner Abwesenheit zum Tode durch Enthauptung.